# Philip Noel-Baker
Philip John Noel-Baker, baron Noel-Baker (1. listopadu 1889 Londýn – 8. října 1982, Londýn) byl britský politik, diplomat, akademik, atlet a bojovník za odzbrojení. Jako univerzitní student vynikl v atletice, v běhu reprezentoval Spojené království na několikerých olympijských hrách. Na letní olympiádě v Antverpách (1920) získal stříbrnou medaili. Později se angažoval v politice jako člen Labouristické strany a byl dlouholetým poslancem Dolní sněmovny. Po druhé světové válce byl ministrem několika resortů. Celoživotně vystupoval jako pacifista a byl autorem řady publikací k tématu odzbrojení, uplatnil se také v mezinárodních organizacích (Společnost národů, OSN). V roce 1959 se stal nositelem Nobelovy ceny míru. V roce 1977 byl povýšen na barona a stal se členem Sněmovny lordů.

## Životopis

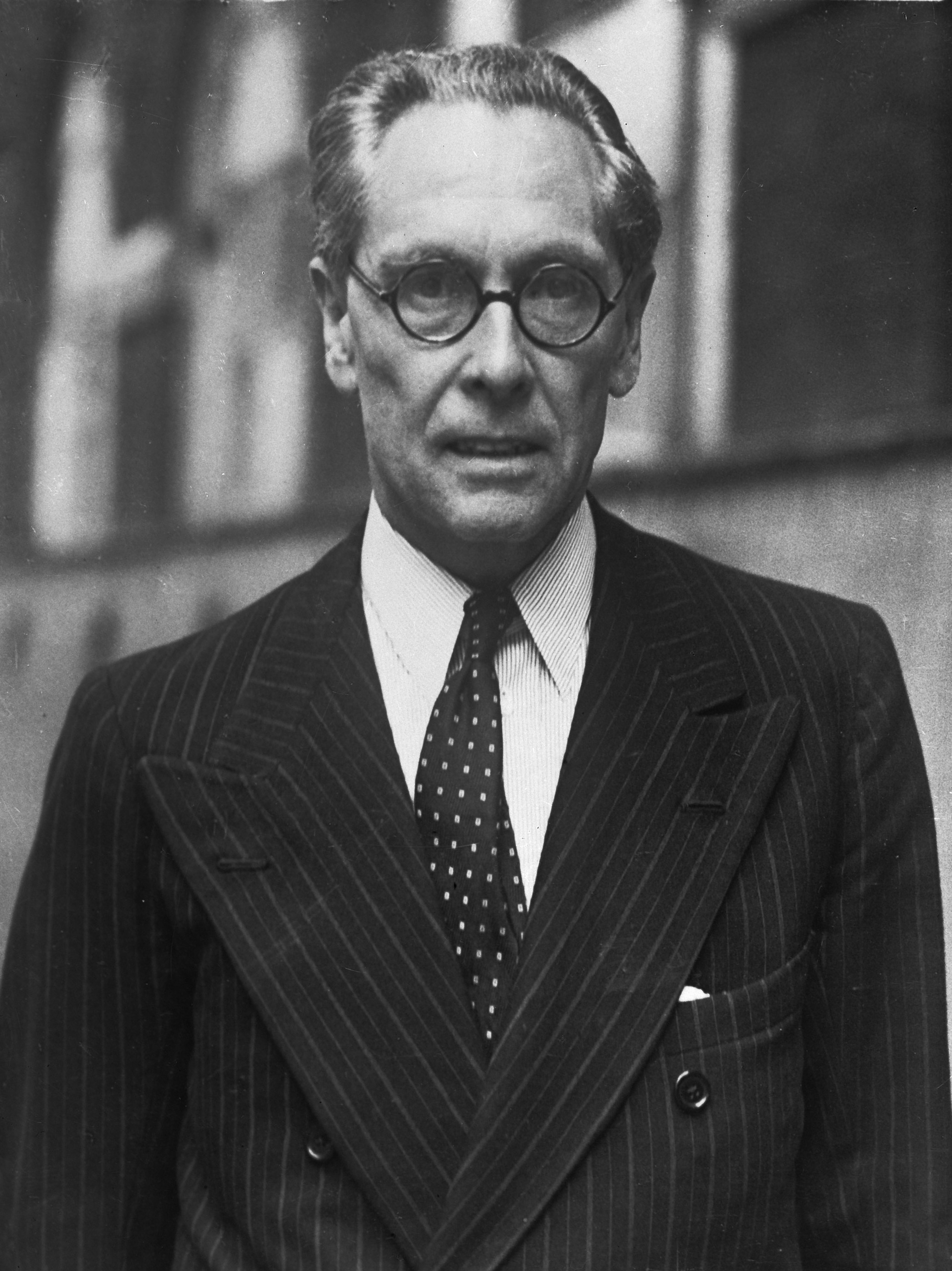
Philip Noel-Baker (1945)

Narodil se jako Philip Baker do početné rodiny konstruktéra a podnikatele Josepha Allena Bakera (1852–1918), který pocházel z Kanady. Studoval na Cambridgeské univerzitě. Během studií vynikl v historii a ekonomii, kromě toho se aktivně věnoval sportu a v letech 1910–1912 byl na univerzitě prezidentem Atletického klubu. Jako běžec za Spojené království se zúčastnil letních Olympijských her v letech 1912, 1920 a 1924; v Antverpách v roce 1920 získal stříbrnou medaili v běhu na 1500 metrů. Na univerzitě v Cambridgi poté působil jako pedagog. Zúčastnil se první světové války, ale jako přesvědčený pacifista sloužil u zdravotních jednotek ve spolupráci s Mezinárodním červeným křížem. Mimo jiné se podílel na zřizování polních nemocnic ve Francii a Itálii. V roce 1915 se oženil se zdravotní sestrou Irene Noel a přijal její jméno (Noel-Baker). V roce 1919 byl delegátem na mírové konferenci ve Versailles a podílel se na vzniku Společnosti národů. Poté působil jako asistent Roberta Cecila a Erica Drummonda. Souběžně byl nadále pedagogem, jako profesor mezinárodního práva vyučoval v letech 1924–1929 na Londýnské univerzitě a v letech 1933–1934 na Yaleově univerzitě.

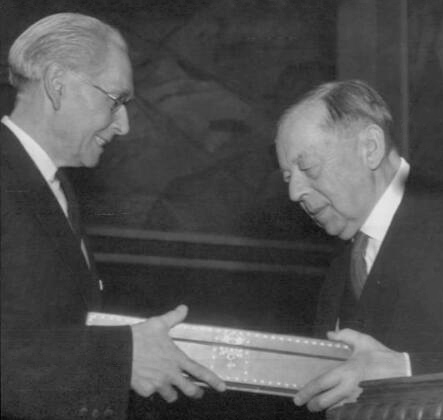
Philip Noel-Baker přebírá Nobelovu cenu za mír (1959)

V meziválečném období se začal angažovat v politice jako člen Labouristické strany a v roce 1924 poprvé neúspěšně kandidoval ve volbách do parlamentu. Poslancem Dolní sněmovny byl v letech 1929–1931, v této době byl souběžně soukromým tajemníkem ministra zahraničí Arthura Hendersona. Ve volbách v roce 1931 ztratil poslanecký mandát, ale znovu byl do Dolní sněmovny zvolen v roce 1936 a zůstal poslancem za labouristy až do roku 1970. Za druhé světové války byl v rámci Churchillova koaličního kabinetu parlamentním tajemníkem na ministerstvu pro válečnou výrobu (1942–1945). Po vítězství labouristů ve volbách v roce 1945 se stal státním sekretářem bez portfeje (1945–1947), od roku 1945 byl zároveň členem Tajné rady. V Attleeho vládě poté vystřídal funkce ministra pro letectvo (1946–1947), ministra pro záležitosti Commonwealthu (1947–1950) a nakonec ministra paliv a energetiky (1950–1951). Byl také aktivní v různých výborech OSN a v roce 1948 pomáhal organizovat letní olympijské hry v Londýně. Od dvacátých let 20. století publikoval řadu prací k tematice odzbrojení a ve spojení s aktivitami v mezinárodních organizacích se v roce 1959 stal nositelem Nobelovy ceny míru. V roce 1977 byl jmenován baronem a povolán do Sněmovny lordů.
S manželkou Irene Noel-Baker (1879–1956) měl jediného syna Philipa Noel-Bakera (1920–2009), který byl též dlouholetým poslancem Dolní sněmovny za Labouristickou stranu.